# Stanisław Janik (ratownik górski)
Stanisław Janik (ur. 8 kwietnia 1928 w Sieniawie, zm. 2 stycznia 1998 w Zakopanem) – polski ratownik górski, przewodnik i działacz turystyczny.

## Życiorys
Od 1950 roku był członkiem Tatrzańskiego Ochotniczego Pogotowia Ratunkowego, a następnie Górskiego Ochotniczego Pogotowia Ratunkowego. W latach 1976–1977 kierował Grupą Tatrzańską GOPR, a następnie, do 1988 roku, pełnił funkcję szefa szkolenia Pogotowia. Brał udział w ponad 500 akcjach ratowniczych. Od 1958 roku posiadał również uprawnienia przewodnika tatrzańskiego.
Za swoje zasługi został odznaczony Krzyżami: Oficerskim (2012) i Kawalerskim Orderu Odrodzenia Polski oraz Medalem za Ofiarność i Odwagę. W 1995 roku otrzymał tytuł członka honorowego TOPR.
Po śmierci został pochowany na Nowym Cmentarzu w Zakopanem (Aleja Zasłużonych-2-14). We wrześniu 2013 roku przy Sanktuarium Matki Bożej Królowej Tatr na Wiktorówkach odsłonięto poświęconą mu tablicę pamiątkową.
Jego brat, Antoni Janik, również był ratownikiem górskim i przewodnikiem tatrzańskim.